# Dom Um Romão
Dom Um Romão (3 de agosto de 1925 - 27 de julio de 2005) fue un percusionista y baterista brasileño de jazz. Es especialmente conocido por su trabajo con la banda de fusión Weather Report, habiendo además grabado con músicos como Cannonball Adderley, Paul Simon, Antonio Carlos Jobim, Sergio Mendes and Brasil '66 y Tony Bennett. Murió en Río de Janeiro, después de haber sufrido un ataque cardíaco.

## Discografía seleccionada

### Como líder
- 1965  Dom Um (Phillips)
- 1972  Dom Um Romão (Muse)
- 1973  Spirit of the Times (Muse)
- 1977  Hotmosphere (Pablo)
- 1978  Om (JAPO Records/ECM)[2]
- 1990  Samba de Rua (Vogue Records)
- 1993  Saudades (Waterlilly)
- 1999  Rhythm Traveller (JSR/Natasha)
- 2001  Lake of Perseverance (JSR/Irma)
- 2002  Nu Jazz meets Brazil (JSR/Cuadra)

### Como acompañante
Con Collin Walcott
- Grazing Dreams (ECM, 1977)